# De Oldemeijer
De Oldemeijer is een recreatieplas, gelegen ten zuidwesten van de Overijsselse plaats Hardenberg.
Het meer werd midden jaren zestig in boswachterij Hardenberg aangelegd, met rondom de plas een strand. In het midden van de plas ligt een klein eiland. In 2008/2009 is een verhard pad aangelegd als cooperbaan, maar ook bedoeld voor rolstoelers. Ook in de boswachterij rond de plas zijn veel fiets- en wandelpaden. In de omgeving van de recreatieplas ligt een groot aantal campings, vooral rond de buurtschap Rheeze, waardoor die ook een toeristische trekpleister is. Daarnaast wordt de plas bij strenge vorst gebruikt om op te schaatsen en wordt er de laatste jaren een nieuwjaarsduik gehouden wanneer er géén ijs op ligt.